# Traceur de véhicule
 (août 2019).
Si vous disposez d'ouvrages ou d'articles de référence ou si vous connaissez des sites web de qualité traitant du thème abordé ici, merci de compléter l'article en donnant les références utiles à sa vérifiabilité et en les liant à la section « Notes et références ».
Pour les articles homonymes, voir Traceur.

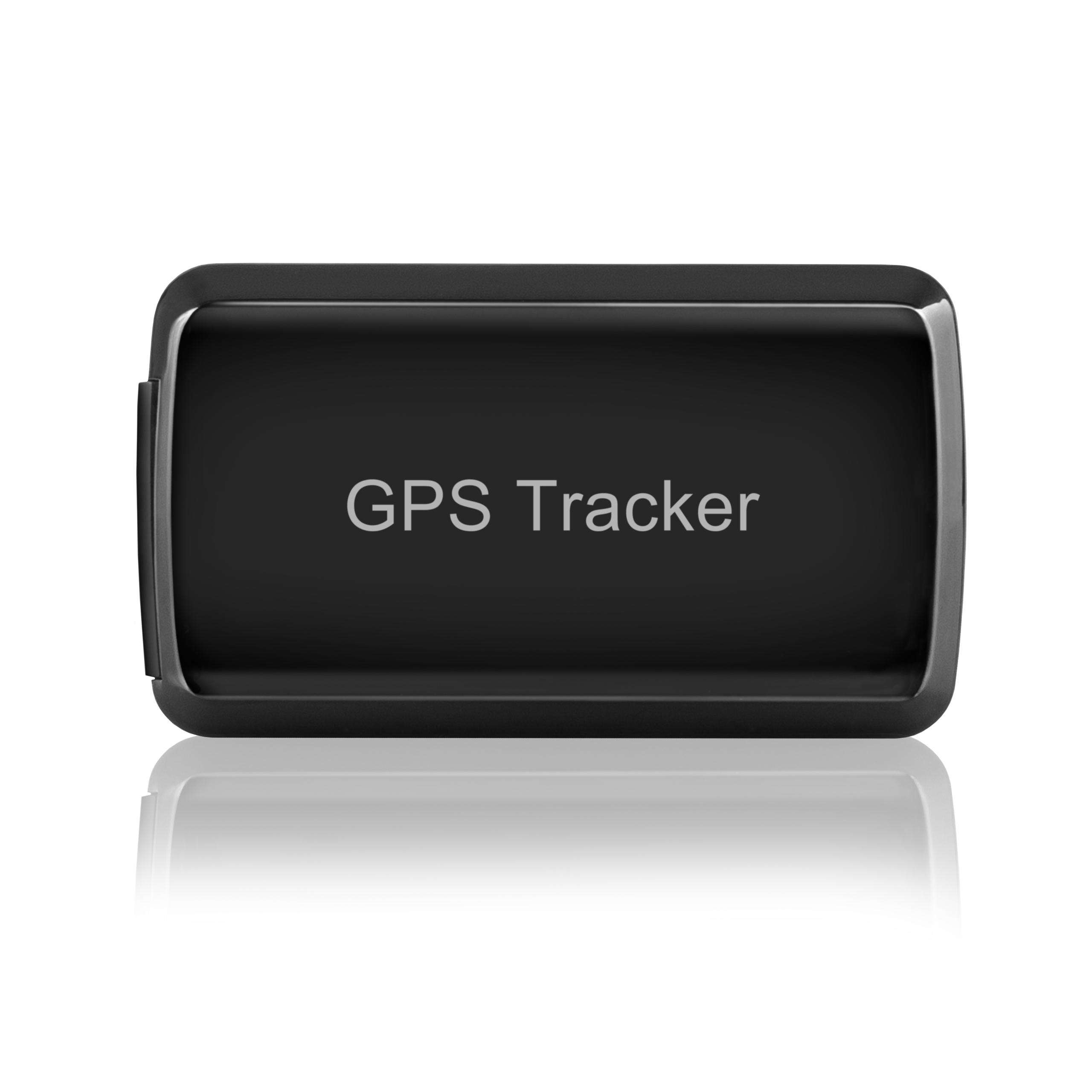
Un exemple de traceur sur batterie autonome, pouvant servir à tracer un véhicule

Un traceur de véhicule est un système de suivi des véhicules combinant l'utilisation de la localisation automatique de véhicules dans des véhicules individuels avec un logiciel qui collecte ces données de flotte en tant qu'enregistreur de données pour obtenir une image complète de l'emplacement des véhicules. Les systèmes de localisation de véhicules modernes utilisent couramment un système de positionnement par satellites GPS/GLONASS/Galileo/Beidou pour localiser le véhicule qui doit impérativement porter un émetteur radio/gsm/wifi ou satellitaire, mais d'autres types de technologie de localisation automatique de véhicules peuvent également être utilisés. Leur alimentation électrique est assurée par le véhicule, mais certains peuvent être sur batterie autonome. Les informations sur les véhicules peuvent être visualisées sur des cartes électroniques via Internet ou des logiciels spécialisés. Ces systèmes peuvent servir à l'instar d'un enregistreur de données d'accident. Les sociétés de transport en commun urbains utilisent de plus en plus les systèmes de localisation de véhicules, en particulier dans les grandes villes, anciennement, mais toujours en usage, par télématique. 

## Suivi actif ou passif
Il existe plusieurs types de dispositifs de localisation de véhicules. Ils sont généralement classés comme "passifs" et "actifs". Les appareils "passifs" enregistrent la localisation GPS, la vitesse, le cap et parfois un événement déclencheur tel que l'activation / la désactivation d'une clé, la porte ouverte / fermée. Une fois que le véhicule est revenu à un point prédéterminé, le périphérique est retiré et les données téléchargées sur un ordinateur pour évaluation. Les systèmes passifs incluent le type de téléchargement automatique qui transfère des données via un téléchargement sans fil. Les dispositifs "actifs" collectent également les mêmes informations mais transmettent généralement les données en temps quasi réel via des réseaux cellulaires ou satellites à un ordinateur ou à un centre de données à des fins d'évaluation. 
De nombreux dispositifs de suivi de véhicules modernes combinent des capacités de suivi actif et passif: lorsqu'un réseau cellulaire est disponible et qu'un dispositif de suivi est connecté, il transmet les données à un serveur; Lorsqu'un réseau n'est pas disponible, l'appareil stocke les données dans la mémoire interne et les transmettra au serveur ultérieurement lorsque le réseau redeviendra disponible. 
Historiquement, le suivi du véhicule était réalisé en installant un boîtier dans le véhicule, soit auto-alimenté avec une batterie, soit câblé dans le système d'alimentation du véhicule. Pour la localisation et le suivi détaillés des véhicules, cette méthode reste prédominante. Cependant, de nombreuses entreprises s'intéressent de plus en plus aux technologies émergentes de la téléphonie cellulaire qui permettent de suivre plusieurs entités, telles que le vendeur et leur véhicule. Ces systèmes offrent également un suivi des appels, des textes, une utilisation Web et offrent généralement un plus large éventail d’options.

## Architecture typique
Les principaux composants du suivi par GPS sont les suivants: 
Suivi GPS: L’appareil s’intègre dans le véhicule et enregistre les informations de localisation GPS indépendamment des autres informations du véhicule sur un serveur central. D'autres informations sur le véhicule peuvent inclure la quantité de carburant, la température du moteur, l'altitude, le géocodage inversé, l'ouverture / la fermeture de la porte, la pression des pneus, le carburant coupé, le contact coupé, les phares allumés, le feu arrière, l'état de la batterie, le code de zone GSM / le code de cellule décodé , nombre de satellites GPS en vue, ouverture / fermeture des vitres, quantité de carburant, statut du bouton d’urgence, cumul de la marche au ralenti, compteur kilométrique calculé, régime du moteur, position du papillon des gaz, statut GPRS, etc. La capacité de ces dispositifs détermine en réalité la capacité finale de l’ensemble du système de suivi ; la plupart des systèmes de localisation de véhicules, en plus de fournir les données de localisation du véhicule, disposent d'une large gamme de ports de communication pouvant être utilisés pour intégrer d'autres systèmes embarqués, permettant ainsi de contrôler leur statut et de contrôler ou d'automatiser leur fonctionnement. 
Serveur de suivi GPS : le serveur de suivi a trois responsabilités : recevoir des données de l'unité de suivi GPS, les stocker en toute sécurité et fournir ces informations à la demande à l'utilisateur. 
Interface utilisateur : l’interface utilisateur détermine comment accéder aux informations, afficher les données du véhicule et en extraire des informations importantes.

## Utilisations courantes
Les systèmes de suivi des véhicules sont couramment utilisés par les opérateurs de flotte pour des fonctions de gestion de flotte telles que le suivi , l’acheminement, la répartition, l’information embarquée et la sécurité. Certains systèmes de suivi des véhicules sont groupés avec un logiciel de gestion de flotte ou en interface avec eux. Avec les exploitants de parcs de véhicules commerciaux, les agences de transport en commun utilisent la technologie à diverses fins, notamment la surveillance du respect du calendrier des bus en service, le changement automatique de l’affichage des panneaux de destination des bus dès que le véhicule approche du terminus (ou de tout autre emplacement bus, par exemple un arrêt de bus particulier le long de l'itinéraire), et déclenchant des arrêts de bus préenregistrés (voire synthétiques ), des itinéraires (et leur destination) ou des annonces de services pour les passagers. 
L' American Public Transportation Association a estimé qu'au début de 2009, environ la moitié des autobus urbains américains utilisaient déjà un système de localisation de véhicules basé sur GPS pour déclencher des annonces d'arrêt automatisées. Il peut s’agir d’annonces externes (déclenchées par l’ouverture de la porte du bus) à l’arrêt d’un autobus, indiquant le numéro de route du véhicule et sa destination, principalement à l’intention des clients malvoyants , ou d’annonces internes (aux passagers déjà connectés). à bord) identifiant l’arrêt suivant, à l’approche du bus (ou du tram ), ou des deux; ces derniers sont souvent également affichés sur un écran LED interne ou un moniteur LCD connecté au système pendant que les haut-parleurs les lisent. Les données collectées pendant que le véhicule de transport en commun suit son itinéraire sont souvent introduites en continu dans un programme informatique qui compare le lieu et l’heure réels du véhicule à son emploi du temps et génère à son tour un affichage fréquemment mis à jour pour le conducteur, lui indiquant à quel point il est en avance ou en retard. / elle est à tout moment, ce qui facilite potentiellement le respect du calendrier publié. 
Ces programmes servent également à fournir aux clients des informations en temps réel sur le temps d’attente jusqu’à l’arrivée du prochain bus, tram / tramway à un arrêt donné, en fonction de la progression réelle des véhicules les plus proches à ce moment-là, plutôt que de simplement donner des informations. quant à l'heure prévue de la prochaine arrivée.  Les systèmes de transport en commun fournissant ce type d'informations attribuent un numéro unique à chaque arrêt. Les passagers en attente peuvent obtenir des informations en entrant ce numéro dans un système téléphonique automatisé ou une application du site Web du système,.
Certaines agences de transport fournissent une carte virtuelle sur leur site Web, avec des icônes décrivant les emplacements actuels des bus en service sur chaque itinéraire, pour l'information des clients, tandis que d'autres fournissent ces informations uniquement aux régulateurs ou à d'autres employés. 
D'autres applications incluent la surveillance du comportement de conduite, comme l'employeur d'un employé ou un parent avec un conducteur adolescent. 
Les systèmes de repérage de véhicules sont également populaires dans les véhicules grand public en tant que dispositifs de prévention , de surveillance et de récupération des vols . La police peut simplement suivre le signal émis par le système de localisation et localiser le véhicule volé. Lorsqu'il est utilisé comme système de sécurité, un système de suivi de véhicule peut servir à compléter ou à remplacer un avertisseur de voiture traditionnel. Certains systèmes de suivi des véhicules permettent de contrôler le véhicule à distance, y compris de bloquer les portes ou le moteur en cas d'urgence. L’existence d’un dispositif de localisation de véhicule peut alors être utilisée pour réduire le coût de l’assurance, car le risque de perte du véhicule diminue considérablement. 
Les systèmes de localisation de véhicules font partie intégrante de "l'approche par couches" de la protection des véhicules, recommandée par le National Insurance Crime Bureau (NICB) pour prévenir le vol de véhicules à moteur . Cette approche recommande quatre niveaux de sécurité en fonction des facteurs de risque liés à un véhicule spécifique. Les systèmes de suivi des véhicules constituent l'une de ces couches et sont décrits par la NICB comme «très efficaces» pour aider la police à retrouver les véhicules volés. 
Certains systèmes de suivi des véhicules intègrent plusieurs systèmes de sécurité, par exemple en envoyant une alerte automatique à un téléphone ou à un courrier électronique si une alarme est déclenchée ou si le véhicule est déplacé sans autorisation, ou lorsqu'il quitte ou pénètre dans une barrière géologique . 
Parmi les autres scénarios dans lesquels cette technologie est utilisée, citons: 
- Récupération de véhicules volés: les véhicules grand public et les véhicules utilitaires peuvent être équipés d'unités RF ou GPS pour permettre à la police de faire le suivi et la récupération. Dans le cas de LoJack, la police peut activer directement l'unité de suivi dans le véhicule et suivre les signaux de suivi.
- Suivi des actifs: les entreprises ayant besoin de suivre des actifs de valeur à des fins d’assurance ou à d’autres fins de suivi peuvent désormais tracer l’emplacement des actifs en temps réel sur une carte et surveiller de près les mouvements et le statut opérationnel.
- Gestion des services sur le terrain: les entreprises ayant des effectifs sur le terrain pour des services tels que la réparation ou la maintenance doivent pouvoir planifier le temps des travailleurs sur le terrain, planifier les visites ultérieures des clients et être en mesure de gérer efficacement ces services. Le suivi des véhicules permet aux entreprises de localiser rapidement un ingénieur de terrain et d’envoyer le plus proche à la demande d’un nouveau client ou de fournir des informations sur l’arrivée sur le site.
- Ventes sur le terrain: les professionnels de la vente mobile peuvent accéder aux emplacements en temps réel. Par exemple, dans des zones inconnues, ils peuvent se localiser, ainsi que leurs clients et prospects, obtenir des itinéraires et ajouter des rendez-vous de dernière minute à des itinéraires. Les avantages comprennent une productivité accrue, une réduction du temps de conduite et une augmentation du temps passé avec les clients actuels et potentiels.
- Suivi des remorques: les entreprises de transport et de logistique utilisent souvent des camions équipés d'unités de chargement détachables. La partie du véhicule qui entraîne la charge est appelée cabine et l’unité de charge est appelée remorque. Il existe différents types de remorques utilisées pour différentes applications, par exemple plate-forme, plate-forme réfrigérée, façade à rideaux, conteneur.
- Surveillance : Un traqueur peut être placé sur un véhicule pour suivre ses mouvements[7].
- Suivi en transit: suivi temporaire des biens ou des marchandises d’un point à un autre. Les utilisateurs veilleront à ce que les actifs ne s’arrêtent pas sur la route ou ne fassent pas demi-tour afin d’assurer la sécurité des actifs.
- Surveillance du carburant: surveillez le carburant à l'aide d'un dispositif de suivi (à l'aide d'un capteur de carburant connecté à l'appareil).
- Calcul de la distance: calcule la distance parcourue par la flotte.
- OBD II - Interface plug and play fournissant la plupart des informations de diagnostic du moteur.

Les systèmes de suivi des véhicules sont largement utilisés dans le monde entier. Les composants se présentent sous différentes formes, mais la plupart utilisent la technologie GPS et les services GSM . De plus, ces systèmes peuvent également comporter des systèmes de communication de données à courte portée tels que le WiFi . Si la plupart offrent un suivi en temps réel, d’autres enregistrent des données en temps réel et les stockent pour les lire, de la même manière que les enregistreurs de données. Des systèmes comme ceux-ci suivent et enregistrent et permettent des rapports après la résolution de certains points

## Systèmes de suivi OBD de véhicules
Les systèmes de suivi OBD de véhicule utilisent des suiveurs GPS OBD qui se connectent au port de diagnostic embarqué (automobile) (OBD) d'un véhicule de poids léger ou moyen. Un tracker GPS OBD cellulaire communique directement avec la tour de téléphonie cellulaire pour envoyer la localisation et d'autres données de performance du véhicule au serveur via un réseau sans fil cellulaire. Habituellement, le dispositif de suivi tire son énergie du port OBD lui-même et contient une antenne intégrée ainsi qu'un module GPS pour recevoir le signal GPS. De plus, les suiveurs OBD communiquent avec les différents sous-systèmes du véhicule pour recevoir des données relatives au diagnostic du véhicule et à la consommation de carburant. Les utilisateurs peuvent afficher les informations à l'aide d'un logiciel autonome ou d'un navigateur Web à partir d'un ordinateur de bureau / portable ou à l'aide d'applications pour smartphone.

## Suivi de la gestion de flotte
Outre la prévention du vol , le suivi des véhicules est l’utilisation la plus courante dans la logistique et le transport. Ces systèmes utilisent les technologies GPS et GSM pour fournir une télématique de localisation précise et constante à un gestionnaire de flotte individuel. Ces systèmes sont généralement dotés de fonctionnalités permettant de surveiller des statistiques telles que: consommation de carburant, vitesse moyenne, heure et lieu de conduite actuels. La demande pour cette technologie a récemment augmenté, car la réglementation de l’UE impose de plus en plus de restrictions au nombre d’heures de conduite autorisées au cours d’une journée donnée. Il est actuellement limité à 9 heures par jour. Les entreprises sont légalement tenues d'installer un tachygraphe dans tout véhicule susceptible de transporter des marchandises. Cette obligation a conduit de nombreuses personnes à tenter de cautériser cette obligation potentiellement lourde, au lieu de la transformer en un avantage. Les systèmes de gestion de flotte utilisent les technologies GPS et GSM. Un peu comme les autres types de traqueurs, bien qu’en raison de leur nature, ils disposent de fonctions de diagnostic plus approfondies. 
D'autres utilisations telles que le suivi des remorques, la surveillance du carburant, le calcul de la distance, le suivi des actifs et la vente sur site peuvent toutes être intégrées à une solution de gestion de flotte.

## Utilisations non conventionnelles
Les industries qui n’utilisaient pas traditionnellement les systèmes de suivi des véhicules (les industries de la logistique et du transport ont traditionnellement intégré le système de suivi des véhicules à leurs opérations) ont commencé à l’utiliser de manière créative pour améliorer leurs processus ou leurs activités. 
Le secteur de l’hôtellerie a adopté cette technologie pour améliorer le service à la clientèle. Par exemple, un hôtel de luxe à Singapour a installé des systèmes de suivi des véhicules dans ses limousines pour s’assurer qu’ils peuvent accueillir leurs personnalités de marque lorsqu’ils arrivent à l’hôtel. 
Les systèmes de suivi des véhicules utilisés dans les fourgonnettes de livraison d'aliments peuvent alerter si la température du compartiment réfrigéré dépasse les limites de température de conservation des aliments. Les sociétés de location de voitures l'utilisent également pour surveiller leur flotte de location. 
Certaines entreprises peuvent utiliser les relevés de temps des rapports de suivi des véhicules pour suivre les heures facturables aux clients et / ou remplacer l'utilisation des horloges horaires par les employés.

### Filature
Un traceur de véhicules peut être utilisé à l'insu du propriétaire du véhicule pour sa filature et pour l'acquisition de renseignements sur cette personne, par exemple par des détectives privés dans des cas d'adultère. Pour le contrer, un détecteur de traceur est utilisé qui détecte et localise toute source d'émission sur la bande radio, GSM et Wi-Fi, permettant ensuite son élimination, son utilisation pour tromper ou égarer sur une fausse piste le surveillant ou comme preuve pour la justice pour constater une atteinte à la personnalité. Certains traceurs n'émettent qu'épisodiquement, par exemple une fois toutes les 5 minutes, le rendant d'autant plus difficile à détecter. Un brouilleur peut également être utilisé pour neutraliser les émissions du traceur et ce sur plusieurs bandes d'émission. Etant donné que les brouilleurs GSM sont interdits dans certains pays, il est possible de n'utiliser qu'un seul brouilleur GPS.

## Galerie d'images

Captures d'écran de l'interface web d'une plate-forme de géolocalisation
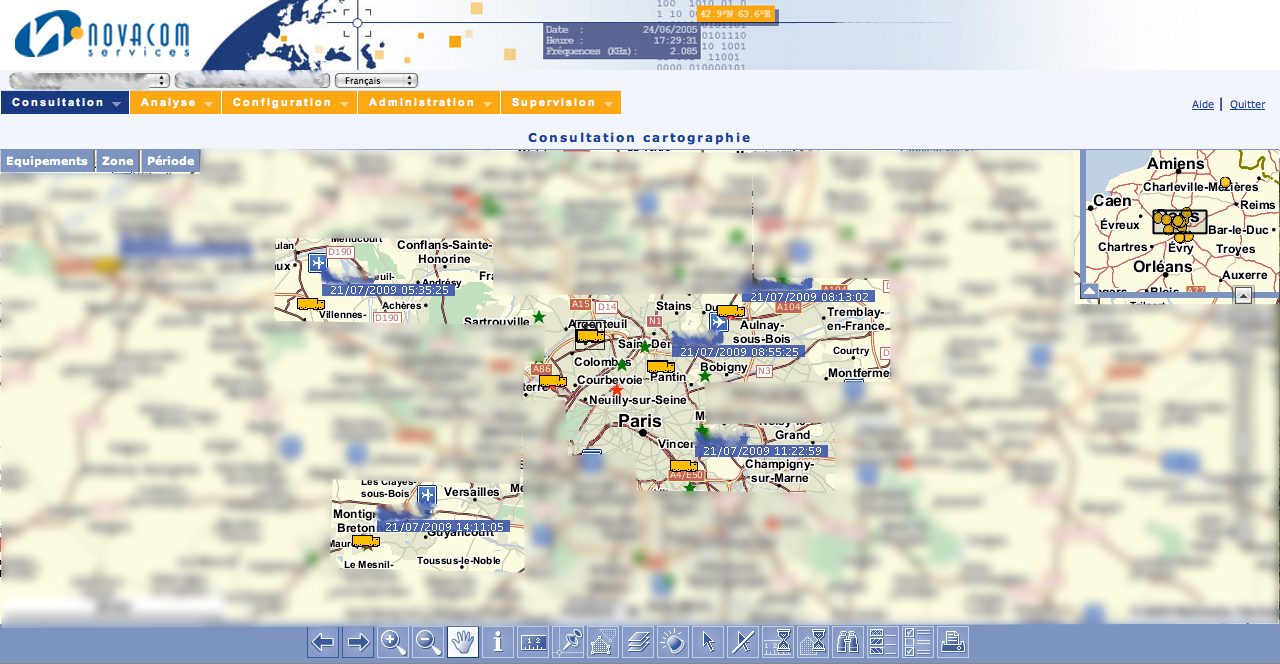
Vue d'ensemble du parc automobile équipé de boîtiers de géolocalisation sur un fond cartographique.
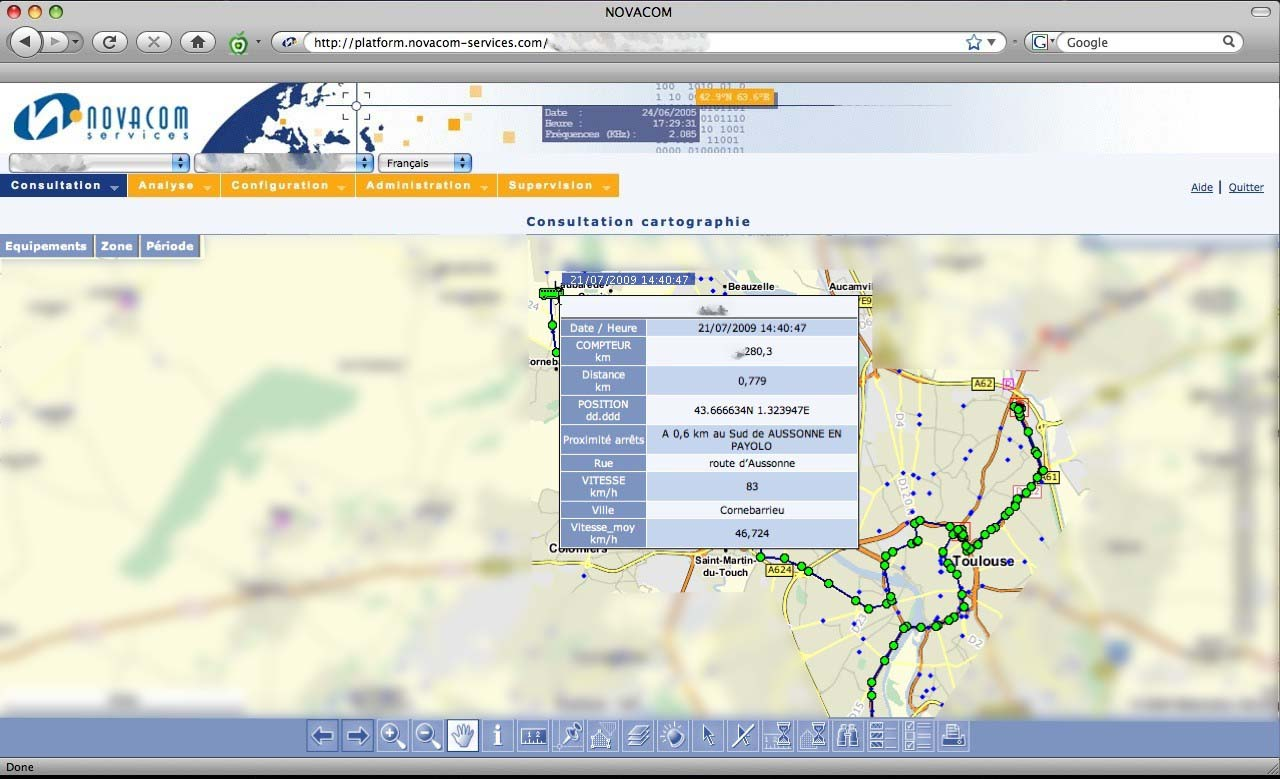
Historique des derniers déplacements d'un véhicule sur fond cartographique Webraska. Notez la remontée de diverses informations telles que la vitesse du véhicule, la proximité d'un point d'intérêt ainsi que le nom de la rue par géocodage inverse.
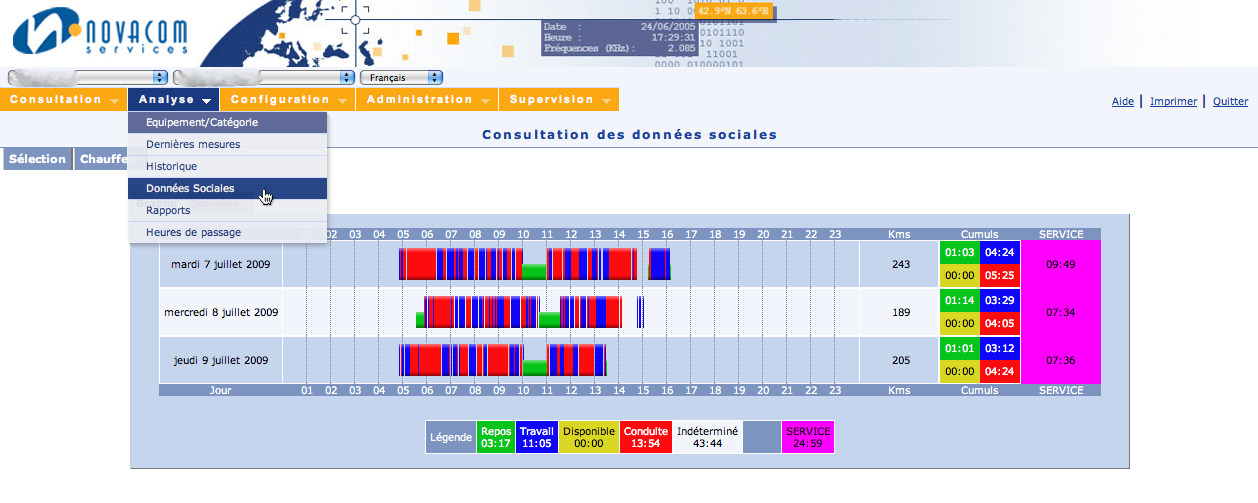
Visualisation des données sociales remontées via un boîtier télématique connecté au chronotachygraphe. Ces informations peuvent être projetées sur fond cartographique grâce aux données de géolocalisation.

Système de gestion des transports publics de Prague par télématique
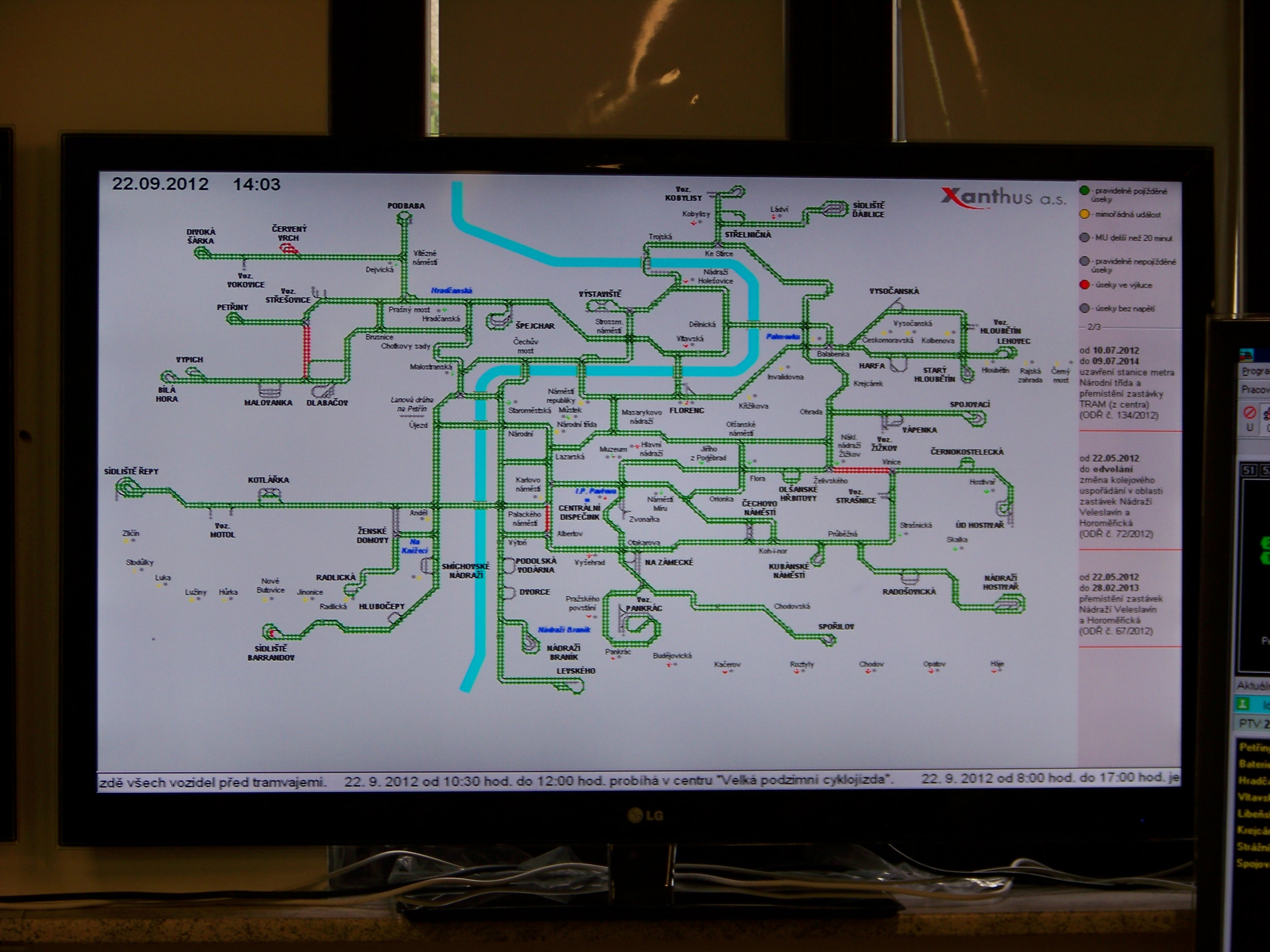
Système de gestion des transports publics de Prague "DORIS" par télématique.
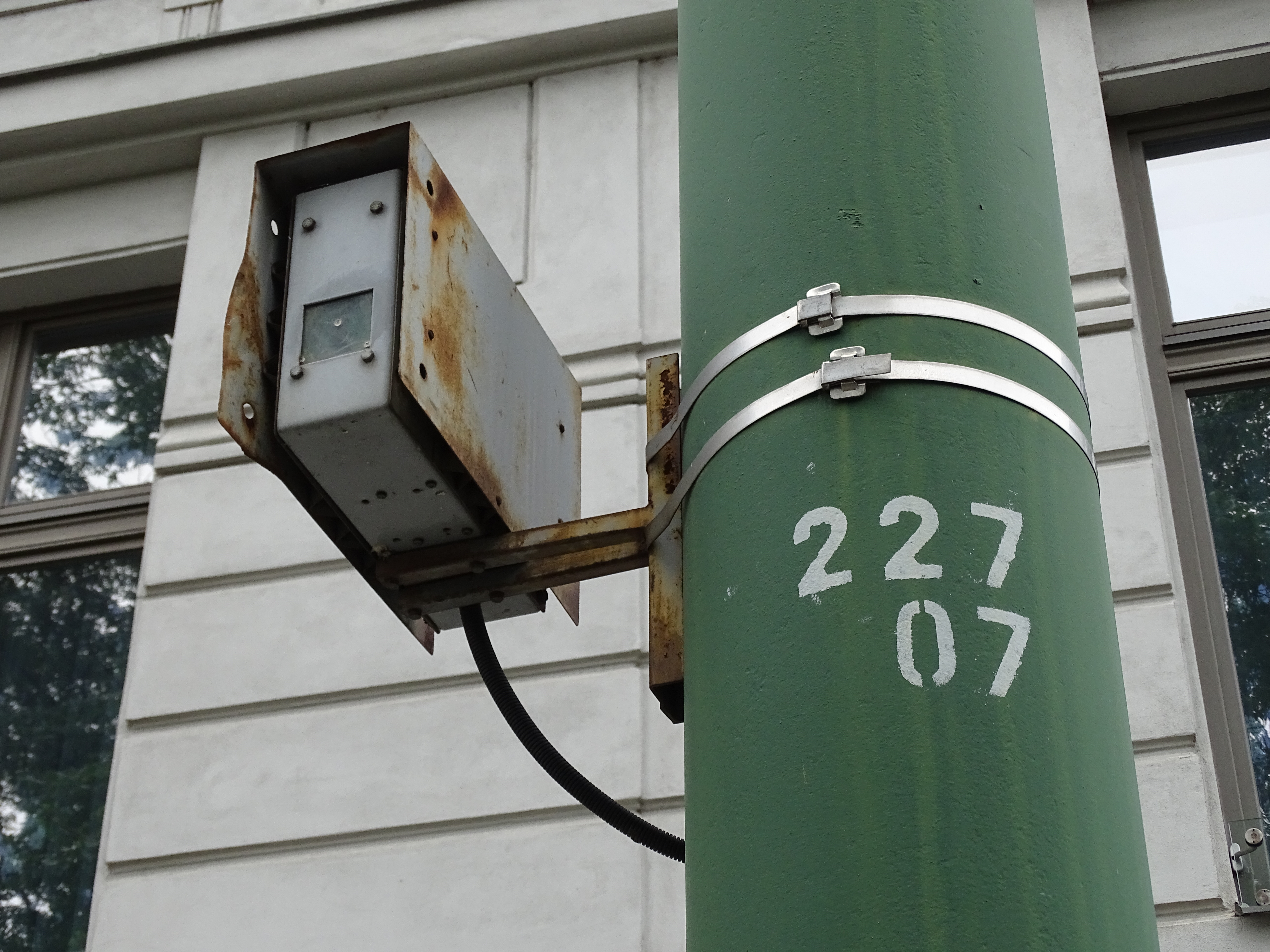
Système de gestion des transports publics de Prague "DORIS" par télématique, ici un capteur qui lit l'information produite par l'arrivée du bus et la répercute dans le système d'information.
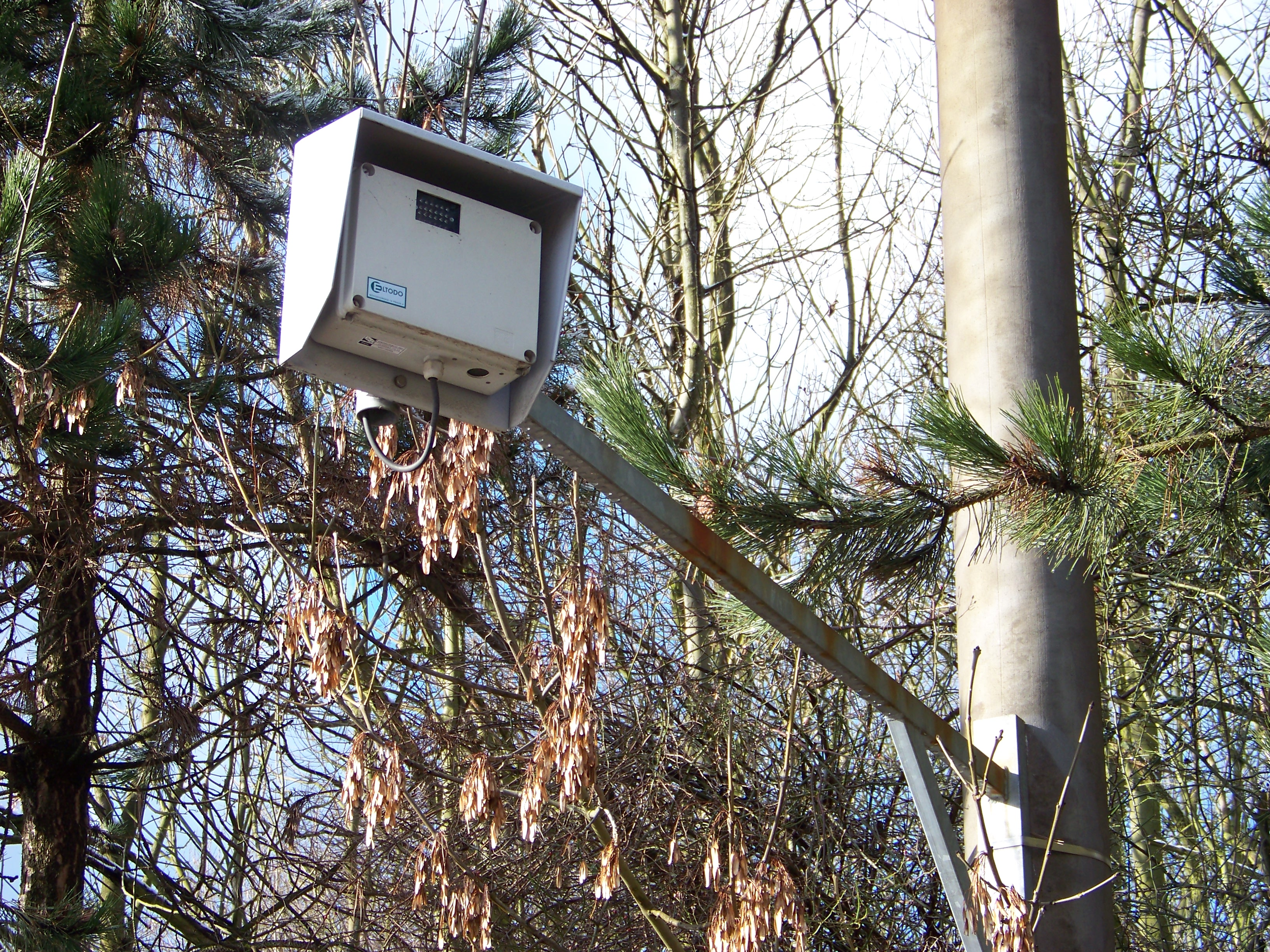
Balise préférentielle de feux télématique pour les transports publics à Prague, activée par un transpondeur sur le véhicule, également reliée et répercutée dans le système d'information.

Autres exemples
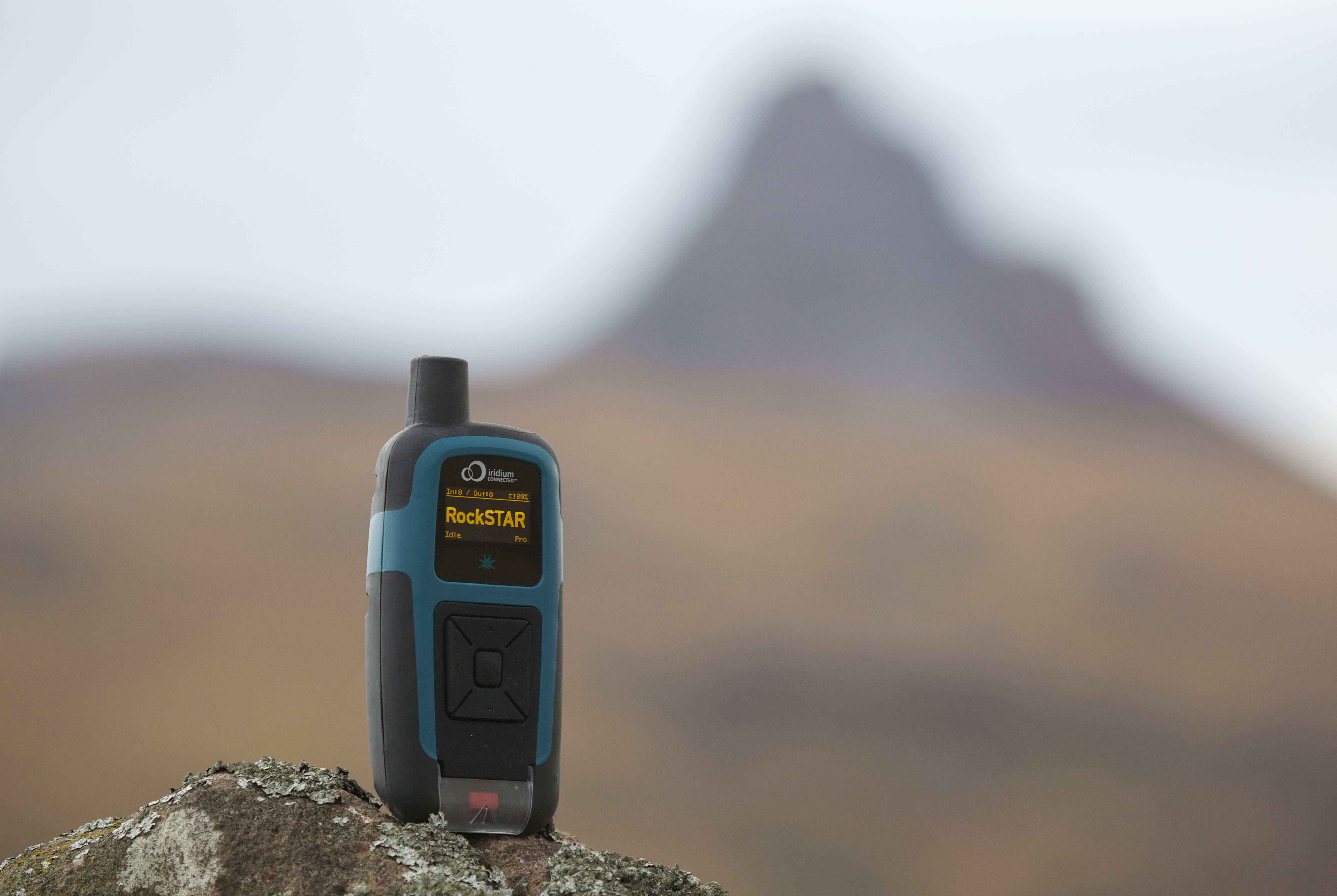
Pour comparaison: géolocalisation de personne: un récepteur du signal gps/glonass/gallileo combiné avec un émetteur Iridium (téléphonie par satellite)